# Stade Arturo Simeón Magaña
Le stade Arturo Simeón Magaña (espagnol : Estadio Arturo Simeón Magaña) est un stade de football basé à Ahuachapán au Salvador. L'enceinte d'une capacité de 5 000 places accueille les matchs du Once Municipal.